# China Open 2007 (Tennis)
Die China Open 2007 in Peking waren ein Tennisturnier für Damen der WTA Tour 2007, das vom 15. bis 23. September 2007 stattfand, sowie ein Tennisturnier für Herren der ATP Tour 2007, das vom 10. bis zum 16. September stattfand.